# Alex Olmedo
Pour les articles homonymes, voir Olmedo.
Luis Alejandro Rodriguez Olmedo, dit Alex Olmedo, né le 24 mars 1936 à Arequipa et mort le 9 décembre 2020 à Los Angeles, est un joueur de tennis péruvien, devenu citoyen américain en décembre 1958.
Vainqueur en 1959 du Championnat d'Australie et du tournoi de Wimbledon, il est membre du International Tennis Hall of Fame depuis 1987.

## Biographie
Alex Olmedo est initié au tennis par son père, concierge à l'International Club d'Arequipa. Repéré par un entraîneur américain de Lima, ce dernier l'envoie se perfectionner chez un ami en Californie alors qu'il ne parle pas un mot d'anglais. Il se rend aux États-Unis en février 1954 où il étudie au Modesto Junior College, puis il est recruté par George Toley afin d'intégrer l'université de Caroline du Sud au sein de laquelle il remporte à deux reprises le championnat NCAA en simple et en double en 1956 et 1958. Par ailleurs, il obtient un diplôme en commerce. Il attire alors l'attention de Perry T. Jones (en), président de la Southern California Tennis Association qui devient son mentor.
Il remporte son premier tournoi notable à l'US Hard Courts en 1956 puis effectue en 1957 une tournée en Europe marquée par deux titres en Allemagne. En 1958, il se distingue en s'adjugeant le championnat des États-Unis de double avec Ham Richardson, ce qui permet de se faire remarquer de la part de Perry Jones, devenu capitaine de l'équipe américaine de Coupe Davis.
Bien qu'il n'était pas citoyen américain, Olmedo était réglementairement habilité à représenter les États-Unis en Coupe Davis car il avait vécu dans le pays pendant au moins cinq ans et que son pays de naissance, le Pérou, ne possédait pas d'équipe nationale. Sa sélection pour la phase finale de la Coupe Davis 1958 a été très controversée. Le New York Times décrit cela comme « le jour le plus triste dans l'histoire du tennis américain ». Ce choix a été accueilli fraichement par ses compatriotes. Olmedo n'avait pas déposé de demande de citoyenneté américaine, car il dit être content de rester uniquement péruvien et a nié l'avoir évitée pour se dispenser d'être enrôlé dans l'armée. Lors de sa participation à la Coupe Davis, Olmedo était encore assez peu connu car il n'avait pas encore rencontré le succès au niveau international. En finale contre l'Italie, il se montre nettement à son avantage en remportant ses trois matchs contre Nicola Pietrangeli et Orlando Sirola. Dans le Challenge Round face aux Australiens, il se distingue en écartant Mal Anderson le premier jour (8-6, 2-6, 9-7, 8-6), ce dernier l'ayant battu peu avant lors des championnats de Victoria, puis remportant avec Richardson un double décisif après avoir sauvé deux balles de match (10-12, 3-6, 16-14, 6-3, 7-5). Il donne la victoire à son équipe le dimanche en dominant Ashley Cooper (6-3, 4-6, 6-4, 8-6) et ramène le trophée en Amérique pour la première fois depuis 1954.
Il enchaîne en s'imposant début janvier 1959 aux championnats d'Australie contre Neale Fraser après avoir éliminé son compatriote Barry MacKay en demi-finale. Il arrive alors à Wimbledon avec une étiquette de favori et remporte le tournoi sans difficulté en battant le jeune espoir Rod Laver en finale (6-4, 6-3, 6-4). En finale de la Coupe Davis à Forest Hills, il est dominé par Neale Fraser en quatre sets et malgré une victoire sur Laver, les Australiens prennent leur revanche à l'issue du dernier match. Lors des championnats américains la semaine suivante, il est une nouvelle fois défait par Fraser en finale. Classé no 2 mondial par Lance Tingay (en) du Daily Telegraph en fin de saison, il fait le choix de passer professionnel à la suite d'un accord avec Jack Kramer récompensant ses bons résultats en Grand Chelem. Ses résultats deviennent moins significatifs mais il remporte tout de même le World Pro Championship à Cleveland contre Tony Trabert en 1960 et est demi-finaliste à Wembley en 1963. Il met un terme à sa carrière en 1964 pour la reprendre quelques années plus tard lors de l'émergence de l'ère Open.
Surnommé « The Chief » en raison de son héritage inca, il était réputé pour son style, sa sympathie et son esprit sportif. Spécialiste des surfaces rapides, ses points forts étaient son service et son coup droit.
Après l'arrêt de sa carrière, il exerce pendant 40 ans comme professeur des stars d'Hollywood telles que Katharine Hepburn et Robert Duvall au Beverly Hills Hotel. Alex Olmedo meurt à Los Angeles le 9 décembre 2020, victime d'un arrêt cardiaque. Il avait deux filles et un fils.

## Palmarès

### Titres en simple
| No | Date       | Nom et lieu du tournoi                          | Catégorie | Dotation | Surface        | Finaliste     | Score                     |          |
| -- | ---------- | ----------------------------------------------- | --------- | -------- | -------------- | ------------- | ------------------------- | -------- |
| 1  | 16-01-1959 | Australian Championships, Adélaïde              | G. Chelem | NC $     | Gazon (ext.)   | Neale Fraser  | 6-1, 6-2, 3-6, 6-3        | Parcours |
| 2  | 23-02-1959 | US International Indoor Championships, New York |           | NC $     | Parquet (int.) | Dick Savitt   | 7-9, 6-3, 6-4, 5-7, 12-10 |          |
| 3  | 04-08-1959 | Eastern Grass Court Championships, South Orange |           | NC $     | Gazon (ext.)   | Michael Green | 6-4, 3-6, 6-0, 6-2        |          |
| 4  | 08-06-1959 | Kent Championships, Beckenham                   |           | NC $     | Gazon (ext.)   | Kurt Nielsen  | 8-6, 3-6, 6-4             |          |
| 5  | 22-06-1959 | The Championships, Wimbledon                    | G. Chelem | NC $     | Gazon (ext.)   | Rod Laver     | 6-4, 6-3, 6-4             | Parcours |
| 6  | 29-05-1960 | Tournoi de tennis US Pro, Cleveland             |           | NC $     | NC             | Tony Trabert  | 7-5, 6-4                  |          |
| 7  | 10-10-1963 | Natal Pro, Durban                               |           | NC $     | Dur (ext.)     | Rod Laver     | 9-7, 6-4                  |          |
| 8  | 05-05-1972 | Glenwood Manor Invitation, Overland Park        |           | 11 000 $ | Dur (ext.)     | Haroon Rahim  | 6-2, 5-7, 7-6             |          |

### Finales en simple
| No | Date       | Nom et lieu du tournoi                    | Catégorie | Dotation | Surface      | Vainqueur           | Score              |          |
| -- | ---------- | ----------------------------------------- | --------- | -------- | ------------ | ------------------- | ------------------ | -------- |
| 1  | 1958       | Pacific Southwest Tournament, Los Angeles |           | NC $     | NC           | Hamilton Richardson | 7-5, 6-2, 4-6, 9-7 |          |
| 2  | 04-09-1959 | US National Championships, Forest Hills   | G. Chelem | NC $     | Gazon (ext.) | Neale Fraser        | 6-3, 5-7, 6-2, 6-4 | Parcours |
| 3  | 30-04-1971 | Glenwood Manor Invitation, Overland Park  |           | 10 000 $ | Dur (ext.)   | Cliff Richey        | 7-5, 5-7, 6-2      |          |
| 4  | 13-09-1971 | US Hard Courts, Sacramento                |           | 28 000 $ | Dur (ext.)   | Robert Lutz         | 3-6, 6-4, 6-3      |          |
| 5  | 12-06-1972 | Tournoi de tennis de Bristol, Bristol     |           | 32 500 $ | Gazon (ext.) | Bob Hewitt          | 6-4, 6-3           |          |

### Titre en double
| No | Date       | Nom et lieu du tournoi                 | Catégorie | Dotation | Surface      | Partenaire          | Finalistes                   | Score              |          |
| -- | ---------- | -------------------------------------- | --------- | -------- | ------------ | ------------------- | ---------------------------- | ------------------ | -------- |
| 1  | 29-08-1958 | US National Championships Forest Hills | G. Chelem | NC $     | Gazon (ext.) | Hamilton Richardson | Sammy Giammalva Barry MacKay | 3-6, 6-3, 6-4, 6-4 | Parcours |

### Finale en double
| No | Date       | Nom et lieu du tournoi                 | Catégorie | Dotation | Surface      | Vainqueurs               | Partenaire     | Score                   |          |
| -- | ---------- | -------------------------------------- | --------- | -------- | ------------ | ------------------------ | -------------- | ----------------------- | -------- |
| 1  | 04-09-1959 | US National Championships Forest Hills | G. Chelem | NC $     | Gazon (ext.) | Neale Fraser Roy Emerson | Butch Buchholz | 3-6, 6-3, 5-7, 6-4, 7-5 | Parcours |

### Finale en double mixte
| No | Date       | Nom et lieu du tournoi                 | Catégorie | Dotation | Surface      | Vainqueurs                     | Partenaire  | Score         |          |
| -- | ---------- | -------------------------------------- | --------- | -------- | ------------ | ------------------------------ | ----------- | ------------- | -------- |
| 1  | 29-08-1958 | US National Championships Forest Hills | G. Chelem | NC $     | Gazon (ext.) | M. Osborne duPont Neale Fraser | Maria Bueno | 6-3, 3-6, 9-7 | Parcours |

## Parcours dans les tournois duGrand Chelem

### En simple
| Année | Open d'Australie | Open d'Australie | Internationaux de France | Internationaux de France | Wimbledon       | Wimbledon    | US Open         | US Open       |
| ----- | ---------------- | ---------------- | ------------------------ | ------------------------ | --------------- | ------------ | --------------- | ------------- |
| 1951  | —                | —                | —                        | —                        | —               | —            | 1er tour (1/64) | Jacque Grigry |
| 1955  | —                | —                | —                        | —                        | —               | —            | 2e tour (1/32)  | Kurt Nielsen  |
| 1956  | —                | —                | —                        | —                        | —               | —            | 1/8 de finale   | H. Richardson |
| 1957  | —                | —                | —                        | —                        | 1er tour (1/64) | Mervyn Rose  | 1er tour (1/64) | Herbert Flam  |
| 1958  | —                | —                | —                        | —                        | —               | —            | 1/4 de finale   | Neale Fraser  |
| 1959  | Victoire         | Neale Fraser     | —                        | —                        | Victoire        | Rod Laver    | Finale          | Neale Fraser  |
| 1968  | —                | —                | —                        | —                        | 3e tour (1/16)  | Roy Emerson  | 3e tour (1/16)  | Tony Roche    |
| 1969  | —                | —                | 1er tour (1/64)          | B. Carmichael            | 1er tour (1/64) | Ron Holmberg | —               | —             |
| 1970  | —                | —                | —                        | —                        | —               | —            | 2e tour (1/32)  | C. Pasarell   |
| 1971  | —                | —                | —                        | —                        | —               | —            | 1er tour (1/64) | Jimmy Connors |
| 1972  | —                | —                | 2e tour (1/32)           | František Pala           | 2e tour (1/32)  | Ian Fletcher | 2e tour (1/32)  | Cliff Richey  |

N.B. : à droite du résultat se trouve le nom de l'ultime adversaire.